# Xenostega latiscripta
Xenostega latiscripta är en fjärilsart som beskrevs av Louis Beethoven Prout 1927. Xenostega latiscripta ingår i släktet Xenostega och familjen mätare. Inga underarter finns listade i Catalogue of Life.